# Sarzeh Shamīl
Sarzeh Shamīl (persiska: سرزه شمیل) är en ort i Iran.   Den ligger i provinsen Hormozgan, i den sydöstra delen av landet, 1 000 km sydost om huvudstaden Teheran. Sarzeh Shamīl ligger 174 meter över havet och antalet invånare är 486.
Terrängen runt Sarzeh Shamīl är kuperad österut, men västerut är den platt. Runt Sarzeh Shamīl är det ganska glesbefolkat, med 38 invånare per kvadratkilometer. Närmaste större samhälle är Sarzeh Khārūk, 4,1 km söder om Sarzeh Shamīl. Trakten runt Sarzeh Shamīl är ofruktbar med lite eller ingen växtlighet.